# Zamieszki w Jafie
Zamieszki w Jafie – seria gwałtownych wystąpień społecznych, do których doszło w dniach 1–7 maja 1921 w mieście Jafa w brytyjskim Mandacie Palestyny. Zamieszki rozpoczęły się od starcia między dwiema żydowskimi frakcjami politycznymi i przekształciły się w arabski pogrom ludności żydowskiej mieszkającej w mieście. Starcia rozprzestrzeniły się także na inne miejscowości Mandatu Palestyny.

## Tło wydarzeń
W trakcie I wojny światowej brytyjskie wojska przejęły kontrolę nad rozległymi terenami na Bliskim Wschodzie, w tym nad Palestyną. Społeczność żydowska wiązała swoje nadzieje ze złożoną w 1917 brytyjską obietnicą utworzenia w Palestynie „żydowskiej siedziby narodowej”, która była zawarta w deklaracji Balfoura. Natomiast dla społeczności arabskiej niezwykle ważna była korespondencja prowadzona podczas wojny między brytyjskim wysokim komisarzem Egiptu sir Henrym McMahonem a szarifem Mekki Saidem Husajnem ibn Ali. Korona brytyjska zgodziła się wówczas „poprzeć arabskie dążenia niepodległościowe” w Imperium osmańskim. W zamian Arabowie przyłączyli się do wojny przeciwko Turkom. Na podstawie tych dwóch częściowo sprzecznych z sobą obietnic zarówno Żydzi, jak i Arabowie byli przekonani, że Wielka Brytania obiecała im utworzenie niepodległego państwa w Palestynie. Mocarstwa zachodnie były jednak związane odrębną umową Sykes-Picot zawartą w 1916 pomiędzy Wielką Brytania a Francją. Wszystkie te wydarzenia były przedmiotem szerokiej dyskusji prowadzonej zarówno wśród Arabów, jak i wśród Żydów. Zdając sobie sprawę z dużej niepewności dalszych losów całego regionu, przywódca ruchu syjonistycznego Chaim Weizman spotkał się z arabskim emirem Fajsalem I. Zawarta przez nich 3 stycznia 1919 umowa Fajsal-Weizman otwierała drogę dla żydowskiej emigracji do Palestyny w zamian za poparcie koncepcji utworzenia zjednoczonego państwa arabskiego. Umowa przetrwała jedynie kilka miesięcy, ponieważ decyzje Konferencji pokojowej w Paryżu odmówiły Arabom niepodległości. Emir Fajsal czuł się oszukany, ponieważ brytyjsko-francuska umowa Sykes-Picot okazała się obowiązująca zachodnie mocarstwa. Terytorium Bliskiego Wschodu miało zostać podzielone na dwa mandaty: francuski Mandat Syrii i Libanu i brytyjski Mandat Palestyny. Fajsal wkrótce zaczął wyrażać wątpliwości do dalszych perspektyw współpracy z ruchem syjonistycznym i zaangażował się w utworzenie Wielkiej Syrii. Konsekwencją było nasilenie tendencji panarabizmu i wybuch walk w Libanie i Syrii. Brytyjczycy wycofali się z tego obszaru, robiąc miejsce do wkroczenia wojsk francuskich, które miały zająć Mandat Syrii i Libanu.
Tymczasem niepokoje udzieliły się także arabskiej społeczności w Palestynie. 27 lutego 1920 w Jerozolimie doszło do ogromnej demonstracji, w której wzięło udział ponad 40 tys. Arabów. Demonstranci protestowali przeciwko żydowskiej imigracji, deklaracji Balfoura i działalności syjonistów w Palestynie. W kilka dni później, 1 marca 1920, kilkuset libańskich Arabów zaatakowało niewielką żydowską osadę Tel Chaj, położoną przy granicy z dzisiejszym Libanem. Podczas obrony zginęło 8 Żydów, w tym Josef Trumpeldor. Wywołało to duże zaniepokojenie przywódców ruchu syjonistycznego, którzy wielokrotnie zwracali się do brytyjskich władz o zapewnienie bezpieczeństwa żydowskim osadom i zakazanie arabskich prosyryjskich wieców. Ich prośby były jednak ignorowane. Obawy przed kolejnymi atakami i pogromami jeszcze bardziej się nasiliły, gdy 7 marca 1920 emir Fajsal I został ogłoszony królem Wielkiej Syrii, w której skład miała wejść także Palestyna. Dzień później zorganizowano dużą demonstrację w Jerozolimie, podczas której arabski tłum protestował przeciwko żydowskiej imigracji i syjonizmowi. Doszło wówczas do incydentu, gdy kilku młodych Żydów zaczęło krzyczeć hasła popierające syjonizm. Doprowadziło to do starcia, w którym rannych zostało dziesięciu Żydów. Brytyjscy policjanci jednak natychmiast zareagowali, przerywając demonstrację i aresztując sprawców pobicia. Przywódcy żydowscy wystąpili wówczas do brytyjskich władz z żądaniem wydania zezwolenia na uzbrojenie żydowskich sił samoobrony. Pomimo odmowy Ze’ew Żabotyński i Pinchas Rutenberg rozpoczęli szkolenie żydowskich ochotników. Wielu z nich było członkami klubu sportowego Maccabi, a inni byli weteranami wojennymi z Legionu Żydowskiego. Szkolenia opierały się głównie na ćwiczeniach sportowych, walce wręcz i na kije. Największą trudnością był brak uzbrojenia. Pod koniec marca zdołano zebrać około 600 ochotników.
12 marca burmistrz Jerozolimy Musa al-Husajni udał się na czele arabskiej delegacji do Kairu na spotkanie z brytyjskim sekretarzem kolonii Winstonem Churchillem. Do spotkania doszło 28 marca. Musa al-Husajni przedstawił arabskie żądania, którymi było anulowanie deklaracji Balfoura, powstrzymanie żydowskiej imigracji i osadnictwa oraz utworzenie palestyńskiego rządu i parlamentu wybieranego przez palestyńskich Arabów. Równocześnie al-Husajni oskarżył Wielką Brytanię o stronniczość na korzyść Żydów i złamanie obietnic złożonych wcześniej Arabom. Winston Churchill odmówił przyjęcia tych żądań i odesłał delegację z powrotem do Palestyny. Udali się oni z Kairu do Hebronu. Ich powrót do Jerozolimy zbiegł się z muzułmańskim świętem Nabi Musa. 4 kwietnia 1920 na Starym Mieście Jerozolimy wybuchły zamieszki w Nabi Musa, podczas których zginęło 5 Żydów i 4 Arabów, a 216 Żydów i 23 Arabów zostało rannych. Starcia trwały cztery dni i zostały powstrzymane przez brytyjskie wojsko. Sądy skazały ponad 200 osób, w tym 39 Żydów. Al-Hadżdż Muhammad Amin al-Husajni został oskarżony o nakłanianie Arabów „płomiennymi mowami” do rozruchów. Przed wydaniem wyroku przez sąd wojskowy zdołał on uciec wraz z wieloma innymi arabskimi nacjonalistami. Brytyjski sąd skazał go zaocznie na dziewięć lat więzienia. Odwołano także burmistrza Jerozolimy Musa al-Husajni. Na jego miejsce powołano Radżiba al-Naszaszibiego, z konkurencyjnego do al-Husajni klanu Naszaszibi. Pogłębiło to rozłam między tymi dwoma największymi palestyńskimi klanami i utwierdziło członków rodziny al-Husajni, że zostali w ich zrozumieniu niesprawiedliwie skrzywdzeni.
W maju 1920 brytyjski rząd wysłał do Palestyny komisję śledczą Palina, która miała zbadać przyczyny i okoliczności zamieszek. Na jej czele stał generał-major P.C. Palin. Przedstawiony w sierpniu 1920 raport nigdy nie został opublikowany. Jako przyczyny wybuchu zamieszek wskazano rozczarowanie Arabów niespełnieniem obietnic o niepodległości, które władze brytyjskie złożyły im podczas wojny, oraz przekonanie Arabów, że deklaracja Balfoura oznacza pozbawienie ich prawa do samostanowienia, oraz obawy, że ustanowienie „żydowskiej siedziby narodowej” będzie związany z dużą imigracją żydowską, która doprowadzi do gospodarczego i politycznego podporządkowania palestyńskich Arabów pod Żydów. Brytyjskie władze mandatowe, dążąc do uspokojenia arabskich niepokojów, rozpoczęły realizować politykę ograniczania żydowskiej imigracji napływającej do Palestyny. W lipcu 1920 administracja wojskowa została zastąpiona przez administrację cywilną, kierowaną przez wysokiego komisarza Palestyny. W tym celu 20 czerwca 1920 do Palestyny przybył sir Herbert Samuel, który 1 lipca oficjalnie został pierwszym wysokim komisarzem Palestyny. Próbował on stworzyć samorządowe instytucje żydowskiej i arabskiej społeczności Palestyny, napotkał jednak na opór arabskich przywódców, którzy odmówili współpracy z jakąkolwiek instytucją, w skład której weszliby Żydzi. Natomiast przywódcy społeczności żydowskiej zdali sobie sprawę, że nie mogą liczyć na ochronę ze strony brytyjskich władz, dlatego przystąpili do organizowania własnej podziemnej organizacji paramilitarnej Hagana.
W marcu 1921 Winston Churchill odwiedził Palestynę i spotkał się z delegacją Arabskiego Komitetu Wykonawczego, która wezwała brytyjski rząd do anulowania deklaracji Balfoura, wstrzymania żydowskiej imigracji i ustanowienia arabskiego rządu narodowego. W odpowiedzi Churchill ogłosił, że brytyjski rząd ma zobowiązania względem narodu żydowskiego zgodnie z deklaracją Balfoura. Słowa te wywołały duże wzburzenie wśród palestyńskich Arabów. W tymże miesiącu w Jafie została wznowiona działalność arabskiej gazety „Filastin”, która sprzeciwiała się brytyjskiej polityce i podburzała przeciwko Żydom. Zgoda brytyjskich władz na wydawanie tej gazety utwierdziła arabskich przywódców w przekonaniu, że władze dają im przyzwolenie na działalność antyżydowską i antysyjonistyczną. Chwycili się przy tym antybolszewickiego stanowiska Churchilla, który twierdził, że „bolszewizm należy zdusić w zarodku”. Arabowie powiedzieli teraz, że „bolszewizm” przywiózł Żydów z Europy Wschodniej, starając się w ten sposób wzbudzić sympatię konserwatywnych Brytyjczyków.

## Przebieg
W 1921 Jafa była drugim pod względem wielkości miastem Mandatu Palestyny. Mieszkało w niej około 42 tys. ludzi, w tym 16 tys. Żydów – około 10 tys. z nich było nowymi imigrantami przybyłymi do Palestyny po zakończeniu I wojny światowej. Żydzi mieszkali w dzielnicach Newe Cedek i Newe Szalom (obecnie część Newe Cedek). W sąsiedztwie Jafy rozwijało się żydowskie miasteczko Tel Awiw, które liczyło wówczas 3,6 tys. mieszkańców.

### Masakra w Jafie
W nocy 1 maja 1921 członkowie Żydowskiej Partii Komunistycznej (prekursor Komunistycznej Partii Palestyny) rozpowszechnili w Jafie ulotki w języku arabskim i jidysz wzywające do obalenia brytyjskich rządów mandatowych i ustanowienia „radzieckiej Palestyny”. Partia ogłosiła zamiar zorganizowania parady z okazji przypadającego na 1 maja Święta Pracy. Parada miała wyruszyć z Jafy i skierować się do pobliskiego żydowskiego Tel Awiwu. Jeden z najwyższych rangą policjantów w Jafie, Toufik Bej al-Said odwiedził siedzibę partii i ostrzegł przed niebezpieczeństwem wybuchu zamieszek. Pomimo to, rankiem 1 maja, grupa 60 członków partii wyruszyła w paradzie z Jafy w stronę osiedla Menaszijja w Tel Awiwie. Tymczasem w Tel Awiwie lewicowa partia Achdut ha-Awoda rozpoczęła swoją własną paradę z okazji Święta Pracy. Odbywała się ona za oficjalnym urzędowym zezwoleniem. Gdy oba pochody spotkały się, doszło do starć między ich uczestnikami.
Policja próbowała rozproszyć komunistycznych demonstrantów, a pomoc policjantom udzieliła ludność muzułmańska i chrześcijańska. Arabowie byli uzbrojeni w kamienie, noże, kije i metalowe rurki. Ich ilość oraz organizacja wskazują, że zamieszki były wcześniej przygotowane. W mieście znajdowali się między innymi uzbrojeni Arabowie z Nablusu, którzy oczekiwali na rozpoczęcie starć. Natychmiast przyłączyli się do policjantów ścigających żydowskich demonstrantów. Starcia bardzo szybko wymknęły się spod kontroli i rozprzestrzeniły na południową część miasta. Dziesiątki świadków opowiadało później, że Arabowie uzbrojeni w pałki, noże i niektórzy w pistolety, napadali na żydowskich przechodniów i wdzierali się do żydowskich mieszkań oraz sklepów położonych na rynku dzielnicy Menaszijja. Żydzi byli bici i mordowani, kobiety okradane, w kilkunastu przypadkach doszło do śmiertelnego pobicia dzieci.
W pobliżu francuskiego szpitala w Jafie znajdował się dwupiętrowy dom, służący jako hostel dla nowo przybyłych do Palestyny żydowskich imigrantów. O godz. 13 po południu arabski tłum zbliżył się do hostelu, wewnątrz którego zabarykadowało się około 70 nieuzbrojonych imigrantów. Arabowie próbowali wrzucić przez okna prowizorycznie zbudowane bomby zapalające. Jedna z nich wybuchła i zabiła rzucającego nią Araba. Rozwścieczyło to tłum, który usiłował sforsować bramę i wedrzeć się na dziedziniec. Przez 45 minut żydowscy imigranci utrzymywali zamkniętą bramę. Bronili się mając nadzieję, że wkrótce przybędzie policja i ich ocali. Gdy na miejsce zdarzeń przybyło dwóch arabskich policjantów, otworzyli oni ogień do obleganego budynku. Wrzucili oni dwa granaty ręczne na podwórze, umożliwiając w ten sposób wyłamanie bramy. Imigranci uciekli do budynku i zabarykadowali się na drugim piętrze. Tłum Arabów wdarł się do pozostałej części budynku, grabiąc i niszcząc wszystko, co napotkał na swojej drodze. Zginęło 14 Żydów, a wielu było rannych. Ci, którzy schronili się na drugim piętrze, ocaleli. Po około 30 minutach na miejsce dotarł brytyjski oficer z policjantem. Strzelając z pistoletu powstrzymał on Arabów od dalszych ataków na hostel.
Inna grupa Arabów zaatakowała dzielnicę Ha-Moszawa ha-Amerika’it. Znajdowało się tutaj kilka żydowskich domów, na czele ich mieszkańców stał Saul Izaac Fnigstein. Gdy tylko wybuchły zamieszki w Jafie, ich arabscy sąsiedzi powiedzieli im, aby uciekali do pobliskiego Tel Awiwu. Żydzi odmówili im, argumentując, że nie ma żadnego niebezpieczeństwa. W godzinach wieczornych domy zostały zaatakowane przez arabski gang pochodzący z Nablusu. Arabowie przy użyciu siekier usiłowali wyłamać bramę wejściową. Arabski sąsiad imieniem Ali usiłował powstrzymać napastników, krzycząc: „Zabijcie mnie, nie ruszajcie moich sąsiadów!” Napastnicy nie usłuchali go i nadal usiłowali wyłamać bramę. Wewnątrz domów znajdował się lokalny dowódca podziemnej żydowskiej organizacji paramilitarnej Hagana, Zachariasz Uriel. Wystrzelił on z pistoletu w powietrze, mając nadzieję, że w ten sposób odstraszy napastników. Fnigstein poprosił go jednak, aby nie strzelał więcej, gdyż może to pogorszyć sytuację oblężonych. Napastnikom nie udało się wedrzeć do środka, ponieważ od wschodu nadszedł oddział brytyjskich żołnierzy. Był to batalion dawnego Legionu Żydowskiego, który na wieść o arabskich rozruchach wyruszył, aby otoczyć kordonem bezpieczeństwa Tel Awiw. Prowadził ich dowódca Eliezer Margolin. Opowiedzenie się żydowskich żołnierzy będących w brytyjskiej armii po jednej ze stron zamieszek, wywołało dużą złość dowództwa British Army. Po zakończeniu starć batalion został rozwiązany, a Margolin wydalony z Mandatu Palestyny.

### Zamieszki poza Jafą

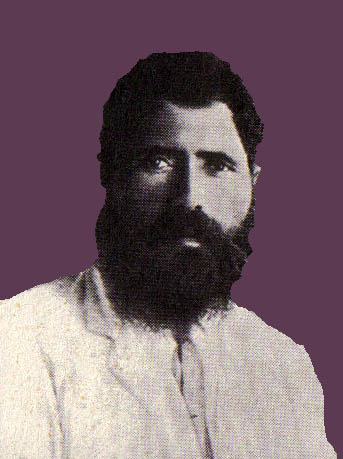
Josef Chajjim Brenner

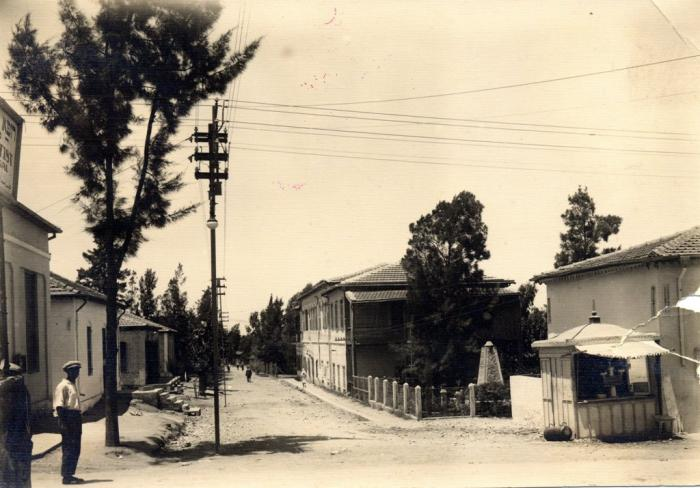
Petach Tikwa, lata 1920–1925

W położonej na południe od Jafy wiosce Abu Kabir mieszkał Josef Chajjim Brenner, jeden z pionierów współczesnej literatury hebrajskiej. Wynajmował on dom w sadzie na obrzeżach wioski. Razem z nim mieszkała żydowska rodzina Jitzker, będąca właścicielem tamtejszej farmy mlecznej. Wraz z wybuchem zamieszek w Jafie Arabowie nałożyli blokadę na ich dom. Mieszkańcy postanowili, że rankiem 2 maja podejmą próbę wydostania się w kierunku Tel Awiwu. Niestety rankiem na sąsiednim cmentarzu odbywał się pogrzeb zabitego dzień wcześniej w Jafie arabskiego chłopca. Po pogrzebie Arabowie zaatakowali żydowski dom i zabili sześciu jego mieszkańców. Pisarz Josef Loaidor próbował się bronić i oddał strzał z pistoletu. Napastnicy zabili go, jego ciało poćwiartowali i zakopali w nieznanym miejscu.
Przez cały dzień trwały zamieszki w Jafie. Eliezer Margolin postanowił wówczas zrobić pokaz siły i na czele swoich żołnierzy z Legionu Żydowskiego przemaszerował ulicami Jafy. Żołnierze mieli założone bagnety na karabiny. Sytuacja stawała się coraz bardziej napięta. Wysoki komisarz Palestyny ogłosił stan wyjątkowy, nałożył cenzurę na prasę i wezwał posiłki wojskowe z Egiptu. Generał Edmund Allenby wysłał dwa niszczyciele, które przypłynęły do Jafy i Hajfy. Równocześnie sir Herbert Samuel spotkał się z arabskimi przywódcami, aby rozwiązać sytuację i zakończyć rozruchy. Musa al-Husajni zażądał powstrzymania napływu nowych żydowskich imigrantów do Palestyny. Aby zaspokoić to żądanie, Samuel odmówił prawa przybicia do brzegów Palestyny dwóm lub trzem niewielkim statkom z około 300 Żydami na pokładzie. Zostały one zmuszone do zawrócenia do Stambułu. Jednocześnie Al-Hadżdż Muhammad Amin al-Husajni został mianowany wielkim muftim Jerozolimy.

### Atak na Petach Tikwę
Gdy do osady Petach Tikwa dotarły informacje o zamieszkach w Jafie, przywódcy żydowscy postanowili utworzyć obronę osiedla. Na czele obrony stanął Abraham Szapiro. Utworzono trzy linie obronne. Pierwsza linia przebiegała wśród pól na zewnątrz osady. Została ona obsadzona przez uzbrojonych członków organizacji Hagana, których celem było wykrycie zbliżających się napastników i ostrzeżenie osiedla przed niebezpieczeństwem. Druga linia obrony rozciągała się bezpośrednio wokół wioski i miała na celu powstrzymanie napastników. Trzecia i zarazem ostatnia linia obrony znajdowała się w centrum osiedla i koncentrowała się na obronie kobiet, dzieci i starców.
Na północ od Petach Tikwy znajdowały się dwa niewielkie osiedla Kefar Sawa i En Haj. 3 maja do Petach Tikwy przybyli posłańcy z tych dwóch osiedli z informacją, że arabscy pracownicy zatrudniani w Kefatr Sawa i En Haj zostali wezwani do opuszczenia swoich miejsc pracy. Część z nich zdecydowała się udać do Jafy i dołączyć do arabskich bojówek, aby zaatakować okoliczne żydowskie osiedla. W tej sytuacji osady Kefatr Sawa i En Haj poprosiły siły Hagany z Petach Tikwy o udzielenie im pomocy i obronę przed spodziewaną napaścią. Komitet Obrony Petach Tikwy po zapoznaniu się z sytuacją odmówił udzielenia pomocy i poprosił mieszkańców obu osiedli o opuszczenie swoich domów i schronienie się u nich. Uznano, że siły Hagany są zbyt małe, aby można było je dzielić na obronę kilku osiedli. Ewakuację obu osiedli przeprowadzono szybko i sprawnie. Oba osiedla zostały następnie napadnięte i spalone przez Arabów.
O świcie 5 maja obserwatorzy zauważyli grupę około 400 Arabów zbliżających się od północy do Petach Tikwy. Abraham Szapiro zebrał grupę weteranów z Legionu Żydowskiego i konno udał się, aby powstrzymać napastników na polach przed wsią. Jeźdźcy okazali się jednak łatwym celem i szybko zostali zmuszeni do zawrócenia. Po tym starciu Arabowie przegrupowali się na zachód od osiedla i przygotowali do ataku. Na szczęście dla obrońców z Petach Tikwy wydostał się jeden z mieszkańców, który dotarł na stację kolejową Rosz ha-Ajin. Stacjonowała tam hinduska jednostka żołnierzy. Zaalarmowani, pośpiesznie przybyli do Petach Tikwy i ogniem z broni maszynowej odparli atak Arabów. W ataku zginęło ponad 20 arabskich napastników. W międzyczasie brytyjski samolot zauważył inną grupę liczącą około 400 Arabów, zbliżającą się do Petach Tikwy od południa. Pilot samolotu nakierował na napastników samochód pancerny hinduskich żołnierzy. Otworzyli oni ogień, zabijając 7 Arabów. Pozostali uciekli do Jafy. Ogółem w ataku na Petach Tikwę zginęło 28 Arabów i 4 Żydów.

### Atak na Haderę
Gdy mieszkańcy żydowskiej osady Hadera dowiedzieli się o zamieszkach w Jafie, niezwłocznie przystąpili do budowy umocnień ziemnych wokół swojej wioski. Rankiem 6 maja do osiedla zbliżyła się duża grupa uzbrojonych Arabów. Wdarli się oni do południowo-wschodniej części osady i podpalili kilka opuszczonych domów. Żydowscy obrońcy uniemożliwili im dostanie się do centralnej części Hadery, gdzie zgromadzono kobiety, dzieci i starców. Tymczasem jeden z wysłańców obrońców dotarł do stacji kolejowej Hadera i poprosił stacjonujących tam brytyjskich żołnierzy o pomoc.
O godz. 11 brytyjski samolot nadleciał w rejon Hadery i zauważył grupę około 500 Arabów zmierzających w stronę żydowskiego osiedla. Pilot zrzucił na nich kilka bomb i ostrzelał ich z broni maszynowej. O godz. 12 ponownie powrócił i zauważył dokonywaną grabież okolicznych domów. Ostrzelał Arabów, którzy zaczęli uciekać, wynosząc z sobą z domów worki z łupami. Podczas ataku splądrowanych i spalonych zostało 14 domów.
7 maja starcia zaczęły wygasać, a siły brytyjskie do wieczora przejęły zupełnie kontrolę nad sytuacją.

## Konsekwencje
Podczas rozruchów zginęło 47 Żydów i 48 Arabów, a rannych zostało 146 Żydów i 73 Arabów.
Były to największe jak do tej pory arabskie rozruchy w Palestynie, których wielkość zaskoczyła żydowskie siły samoobrony. Okazało się, że pośpiesznie tworzona podziemna organizacja paramilitarna Hagana nie była przygotowana na tak duże zajścia. Zamieszki sprawiły, że ponad tysiąc Żydów opuściło Jafę i zamieszkało w namiotach na obrzeżach miasta. Obawiali się oni powrócić do swoich domów. Aby rozwiązać ich problem, społeczność żydowska przeprowadziła akcję zbierania datków na budowę nowych domów w Tel Awiwie. Pomimo tych starań, wielu uchodźców z Jafy musiało przez długi czas mieszkać w namiotach, zanim wybudowano nowe domy.
Wydarzenia te doprowadziły do ponownego rozważenia przez Brytyjczyków tematu obietnic złożonych Żydom. 14 maja 1921 wysoki komisarz Palestyny sir Herbet Samuel nakazał zatrzymać napływ nowych żydowskich imigrantów do Palestyny, aby dać czas na analizę faktów. 3 czerwca odbyły się uroczystości z okazji urodzin brytyjskiego króla Jerzego V. W swoim wystąpieniu sir Samuel powiedział, że brytyjski rząd nigdy nie pozwoli na powstanie żydowskiego rządu, który panowałby nad arabską większością i zagarnąłby arabską ziemię. Dodał, że deklaracja Balfoura ma na celu umożliwienie napływu do Palestyny żydowskich imigrantów, których praca i wiedza umożliwią „rozwinąć kraj dla dobra wszystkich jej mieszkańców.” Mowa ta miała na celu uspokojenie Arabów, stanowiła jednak zasadniczy zwrot w stanowisku zajmowanym przez Samuela. Doszedł on do wniosku, że aby umożliwić dalszą realizację programu ruchu syjonistycznego, musi być pozyskana współpraca arabska. W tym duchu zaproponował utworzenie żydowskich i arabskich instytucji przedstawicielskich. W rezultacie powstały żydowskie Zgromadzenie Reprezentantów i arabska Najwyższa Rada Muzułmańska. Aby uspokoić nastroje społeczności arabskiej, brytyjskie władze uzyskały zgodę Ligi Narodów na wydzielenie z terytorium Mandatu Palestyny obszaru położonego na wschód od rzeki Jordan, tworząc tam arabski Emirat Transjordanii (obszar ten wyłączono z deklaracji Balfoura). Następnie sir Samuel wyraził zgodę, aby Al-Hadżdż Muhammad Amin al-Husajni powrócił do Palestyny i został wielkim muftim Jerozolimy.
Równocześnie sir Samuel poprosił Chaima Weizmana, aby jak najszybciej wyjechał do Wielkiej Brytanii i przez pewien czas nie przyjeżdżał do Palestyny. Weizman po przyjechaniu do Londynu ostro skrytykował brytyjską politykę ustępstw wobec Arabów, argumentując, że interesy brytyjskie i syjonistyczne wymagają zupełnie innych działań, będących w zgodzie z deklaracją Balfoura. Z tego powodu spotkał się z Winstonem Churchillem, któremu przedstawił swoje argumenty i propozycje działań. Churchill był pod wrażeniem rozmowy. 22 lipca 1921 spotkał się z premierem Lloydem George i lordem Arthurem Balfourem. W spotkaniu tym uczestniczył Weizman, który otrzymał zapewnienie, że celem brytyjskiego rządu jest utworzenie „żydowskiej siedziby narodowej” w Palestynie. Weizman przekazał tę informację Światowej Organizacji Syjonistycznej. Decyzje rządu brytyjskiego znalazły także odbicie w polityce realizowanej przez władze w Palestynie. Podjęły one współpracę przy realizacji kilku projektów syjonistycznych, między innymi projektu elektryfikacji Pinchasa Rutenberga. Rozpoczęto także rekrutację Żydów do policji, a sprawców arabskich zaburzeń ostro karano. W międzyczasie brytyjski rząd wysłał do Palestyny komisję śledczą Haycrafta, która miała zbadać przyczyny tych wydarzeń.
Zamieszki arabskie z maja 1921 wywarły bardzo silne wrażenie na Żydach. Poczuli oni siłę uczucia strachu przed Arabami i zrozumieli chwiejność oraz obojętność władz brytyjskich, którym nie mogli w pełni ufać. We wrześniu 1921 podczas XII Kongresu Syjonistycznego, Chaim Weizman podkreślił znaczenie dialogu z palestyńskimi Arabami i wezwał do rozpoczęcia współpracy z nimi. Była to rewolucja w podejściu syjonistów do Arabów. Jednak wraz z realizacją polityki dialogu, realizowano równolegle program zakupu broni dla Hagany. Syjoniści użyli także wszystkich swoich wpływów, aby poprzeć w Lidze Narodów projekt przyznania Wielkiej Brytanii mandatu nad Palestyną. Starano się, aby dokument w tej sprawie został przyjęty w maju 1922, jednak bez powodzenia – podpisano go dopiero 11 września 1922. Zwłoka ta umożliwiła wysokiemu komisarzowi Palestyny sir Samuelowi przedstawienie w Londynie nowej interpretacji deklaracji Balfoura. Wywołało to burzliwą dyskusję, i Izba Lordów potępiła naruszenie brytyjskich obietnic złożonych Arabom, domagając się wprowadzenia odpowiednich zmian. W rezultacie Winston Churchill rozpoczął pracę nad odpowiednim dokumentem, który został 3 czerwca 1922 przyjęty w Izbie Lordów większością głosów. Biała księga Churchilla w znacznym stopniu ograniczała liczebność nowych żydowskich imigrantów napływających do Palestyny i ograniczała polityczne aspiracje syjonistów. Arabowie, poprzez przyznanie im środków rządowych, uzyskali znaczną samodzielność i przekonanie o poparciu Wielkiej Brytanii.
Pomimo tych wszystkich starań, w 1925 doszło w Palestynie do kolejnych arabskich wystąpień.